# Pico (volcan)
Le Pico (en portugais, Vulcão do Pico, Montanha do Pico ou Ponta do Pico) est un stratovolcan situé sur l'île de Pico, dans l'archipel des Açores (Portugal). Il affiche une altitude de 2 351 m, ce qui en fait le point le plus élevé du Portugal, mais aussi de la dorsale médio-atlantique,.
L'éruption la plus récente date de décembre 1720.

## Système d'alimentation
Une approche multidisciplinaire, combinant des études pétrologiques, géochimiques et d'inclusions fluides avec des données de surveillance sismique, a permis de construire un modèle du système d'alimentation en magma. Depuis les dix derniers milliers d'années, l'ascension du magma est associée à l'activation alternée des trois systèmes tectoniques qui traversent le volcan. Le niveau d'accumulation le plus profond et le plus important pour tous les magmas ascendants est situé entre 17,3 et 17,7 km et correspond à la MTZ (zone de transition du Moho, limite séparant les roches du manteau des cumulats ultramafiques). À faible profondeur, les magmas ascendants transportent plus de 30 % en volume de clinopyroxène et d'olivine. Chaque ascension de magma suit un chemin distinct (lié à l'un ou l'autre des systèmes de failles) et ce magma s'est souvent accumulé pendant une période de temps limitée. Les niveaux d'accumulation communs à tous les systèmes d'alimentation sont situés à 16,3–16,7 km, 12,1–14,5 km, 9,4–9,8 km et 7,7–8,1 km. Ces profondeurs marquent des discontinuités importantes où les magmas ont formé des filons-couches empilés et ont évolué par cristallisation fractionnée. Les inclusions fluides montrent une ascension rapide depuis la MTZ. L'intersection des systèmes tectoniques orientés à 150° et 60° N est à l'origine de la microsismicité fréquemment enregistrée 4 à 7 km sous le flanc sud du volcan, qui pourrait être associée aux premiers stades de la formation d'un nouveau réservoir de magma. Ces informations sont fondamentales pour prédire le comportement éruptif futur du volcan et peuvent avoir des implications importantes pour l'atténuation du risque volcanique.